# EFNA3
EFNA3 (англ. Ephrin A3) – білок, який кодується однойменним геном, розташованим у людей на короткому плечі 1-ї хромосоми.  Довжина поліпептидного ланцюга білка становить 238 амінокислот, а молекулярна маса — 26 350.
| 10         |  | 20         |  | 30         |  | 40         |  | 50         |
| ---------- |  | ---------- |  | ---------- |  | ---------- |  | ---------- |
| MAAAPLLLLL |  | LLVPVPLLPL |  | LAQGPGGALG |  | NRHAVYWNSS |  | NQHLRREGYT |
| VQVNVNDYLD |  | IYCPHYNSSG |  | VGPGAGPGPG |  | GGAEQYVLYM |  | VSRNGYRTCN |
| ASQGFKRWEC |  | NRPHAPHSPI |  | KFSEKFQRYS |  | AFSLGYEFHA |  | GHEYYYISTP |
| THNLHWKCLR |  | MKVFVCCAST |  | SHSGEKPVPT |  | LPQFTMGPNV |  | KINVLEDFEG |
| ENPQVPKLEK |  | SISGTSPKRE |  | HLPLAVGIAF |  | FLMTFLAS   |  |            |

A: Аланін

C: Цистеїн

D: Аспарагінова кислота

E: Глутамінова кислота

F: Фенілаланін

G: Гліцин

H: Гістидин

I: Ізолейцин

K: Лізин

L: Лейцин

M: Метіонін

N: Аспарагін

P: Пролін

Q: Глутамін

R: Аргінін

S: Серин

T: Треонін

V: Валін

W: Триптофан

Задіяний у такому біологічному процесі як поліморфізм. 
Локалізований у клітинній мембрані, мембрані.